# 雅克萨 (国家)
雅克萨（波蘭語：Jaxa或Jaksa）是17世纪存在于北亚的一个未受国际普遍承认国家，存在于1665年—1674年。它位于俄罗斯沙皇国和清朝的交界地带，毗邻黑龙江。其人口由来自沙俄的波兰和乌克兰难民以及当地的鄂温克族和达斡尔族组成。由波兰人尼基弗尔·切尔尼戈夫斯基及其手下于1665年建立，直至1674年雅克萨转由沙俄直接统治。
1659年，清军借上年“破罗刹于松花库尔瀚两江之间”之势捣毁阿尔巴津堡后并未派军驻守，而是退回黑龙江下游的瑷珲等地。1665年春，因上年在基廉斯克杀死伊利姆斯克堡督军拉夫连季·奥布霍夫而被迫逃离西伯利亚的尼基弗尔·切尔尼戈夫斯基率领的60名（一说近70名）逃亡者抵达废弃的阿尔巴津堡，在此安营扎寨，并重建要塞。重建后的要塞以切尔尼戈夫斯基家族纹章的名字——雅克萨命名。此后的几年间，大批流放犯、不法之徒、战俘和逃亡的农民前来投靠，还有部分当地原住民加入。切尔尼戈夫斯基除统揽军事、司法和行政权外，还颁布《法典》（一说为赫默根尼制定或与其合作制定），并以“王”的名义向当地索伦部部落征收“实物税”——“雅萨克”（即毛皮和皮革类贡品）。切尔尼戈夫斯基命令要塞居民在周边地带屯垦、放牧和狩猎，并在黑龙江下游沿岸建立新的屯营。据称，其势力范围曾延伸至“东边的结雅河支流及上游十几英里的地区”。
雅克萨积极进行殖民活动的行为导致其先后遭到沙俄西伯利亚当局和清军的攻击，不堪夹击的切尔尼戈夫斯基再次投靠沙俄。从1669年起，雅克萨开始向尼布楚的沙俄当局进贡貂皮，以示臣服。俄国沙皇阿列克谢一世不仅赦免切尔尼戈夫斯基的罪行，还在1674年委任他为要塞的副总督；同年，雅克萨被沙俄吞并，并再次改称阿尔巴津。
据清朝史料和方志记载，沙俄殖民者曾于康熙四年（1665年）“入索伦部，取貂皮，而淫其妇女”，事发后被宁古塔将军巴海率军歼灭，随后便“筑城于雅克萨，为边患者二十余年”。